# Академія ім. Якуба з Парадижу у Гожуві-Великопольскому
Академія ім. Якуба з Парадижу у Гожуві-Великопольському (пол. Akademia im. Jakuba z Paradyża w Gorzowie Wielkopolskim) — публічний заклад освіти у місті Гожув-Велькопольський.

## Історія
Академія була створена на підставі постанови Ради Міністрів від 21 липня 1998 року та при ''Фундації На Побудову Вищої Школи у Гожуві Великопольскому'' (пол. Fundacja Na Rzecz Gorzowskiej Szkoły Wyższej) президентом котрого був Казімеж Марцинкевич, співзасновник і активний діяч закладу, з 1998 року голова конвенту. Після першого року існування академічна спільнота університету становила 1900 студентів. Студенти могли обрати одну з шести спеціальностей: управління малим та середнім підприємством, державне управління, дошкільна освіта, опікунсько-виховна педагогіка, польська та німецька мови.
В структурах академії працює Академічний центр єврорегіональних досліджень існуючий під патронатом Інституту слов’янознавства Польської академії наук у Варшаві.
Також в університеті є професійний жіночий баскетбольний клуб AZS AJP Gorzów Wielkopolski.
У 2006 році університет перейшов від Управління Любуського воєводства у місті Гожув-Велькопольський у палац колишнього провінційного центру вдосконалення кадрів державного управління в Рогі, створивши в ньому Науково-просвітницький центр PWSZ.
У 2007 році PWSZ прийняв Навчальний Колегіум Іноземних мов, котрий почав викладати англійську філологію в ступені бакалаврату.
У 2009 році заклад був об'єднаний з Вищою Школою Інформаційних Технологій. Це призвело до створення Технічного інституту, провідного у галузі комп’ютерних наук, механіки та машинобудування. З цього року школа також започатковує навчання магістральне з польської філології, а розвиток інших бакалаврських та інженерних спеціальностей.
29 серпня 2013 року Міністерство науки та вищої освіти Польщі дав університету нову назву: Державна Вища Професійна Школа ім. Якуба з Парадижу у Гожуві-Велькопольському (пол. Państwowa Wyższa Szkoła Zawodowa im. Jakuba z Paradyża w Gorzowie Wielkopolskim)
Влада університету за підтримки влади воєводства вжила заходів, спрямованих на об'єднання з Відділенням фізичної культури Познанського університету з метою створення Гожувської академії.
У 2016 році розпочато процедуру створення Академії у Гожуві, незважаючи на те, що не було виконано формальних вимог щодо перетворення в академію. Відповідно до проєкту закону, трансформація відбулася 1 вересня 2016 року. У 2019 році Академія ім. Якуба з Парадижу в Гожуві-Велькопольському отримала (вперше за свою історію) право на присвоєння звання доктора наук, таким чином відповідаючи (відповідно до Закону про вищу освіту та науку від 20 липня 2018 року) формальні вимоги щодо функціонування академії.